# Calocosmus nuptus
Calocosmus nuptus là một loài bọ cánh cứng trong họ Cerambycidae.